# カレシオス
カレシオス（古希: Καλήσιος, Kalesios）は、ギリシア神話の人物である。アクシュロスに仕えた。トロイア戦争ではアクシュロスの戦車の御者を務めたが、戦場でディオメーデースに遭遇し、アクシュロスともども討たれた。